# Nowgorodskoje (Kaliningrad)
Nowgorodskoje (russisch Новгородское, deutsch Mettkeim) ist ein Ort in der russischen Oblast Kaliningrad. Er gehört zur kommunalen Selbstverwaltungseinheit Stadtkreis Gurjewsk im Rajon Gurjewsk.

## Geographische Lage
Nowgorodskoje liegt im Nordosten des Rajon Gurjewsk an der Kommunalstraße 27K-070 von Dobrino (Nautzken), an der Regionalstraße 27A-024 (ex A190) über Barsukowka (Duhnau) nach Uslowoje ((Königlich) Neuendorf) führt. Innerorts münden zwei kleinere Straßen ein: aus südlicher Richtung von Jegorjewskoje (Sellwethen) über Uroschainoje (Lethenen) und aus nördlicher Richtung von Lossewo (Rentengut) kommend.
Die nächste Bahnstation ist Dobrino an der Bahnstrecke Kaliningrad–Sowetsk (Königsberg–Tilsit).

## Geschichte
Das bis 1946 Mettkeim genannte Dorf geht in seiner Gründung auf die Zeit vor 1370 (vielleicht sogar 1277) zurück. Zwischen 1874 und 1945 war Mettkeim Verwaltungssitz in namensgebender Ort für den neu errichteten Amtsbezirk Mettkeim, der zum Landkreis Labiau im Regierungsbezirk Königsberg der preußischen Provinz Ostpreußen gehörte.
Als Kriegsfolge kam Mettkeim im Jahre 1945 mit dem nördlichen Ostpreußen zur Sowjetunion. Im Jahr 1947 erhielt der Ort die russische Bezeichnung Nowgorodskoje und wurde gleichzeitig dem Dorfsowjet Dobrinski selski Sowet im Rajon Gurjewsk zugeordnet. Von 2008 bis 2013 gehörte Nowgorodskoje zur Landgemeinde Dobrinskoje selskoje posselenije und seither zum Stadtkreis Gurjewsk.

### Einwohnerentwicklung
| Jahr | Einwohner |
| ---- | --------- |
| 1910 | 379       |
| 1933 | 386       |
| 1939 | 361       |
| 2002 | 151       |
| 2010 | 167       |

### Amtsbezirk Mettkeim (1874–1945)
Zwischen 1874 und 1945 war Mettkeim Amtsdorf für den gleichnamigen Amtsbezirk im ostpreußischen Landkreis Labiau, dem anfangs sechs, zum Schluss noch vier Dörfer zugehörten:
| Name            | Russischer Name | Bemerkungen                                       |
| --------------- | --------------- | ------------------------------------------------- |
| Landgemeinden:  |                 |                                                   |
| Lethenen        | Uroschainoje    |                                                   |
| Mettkeim        | Nowgorodskoje   |                                                   |
| Sellwethen      | Jegorjewskoje   |                                                   |
| Gutsbezirke:    |                 |                                                   |
| Adlig Schulkeim | Altaiskoje      | ab 1928 Landgemeinde Schulkeim                    |
| Perkappen       | Poltawskoje     | 1928 in die Landgemeinde Sellwethen eingegliedert |
| Wulfshöfen      | Zwetkowo        | 1928 in die Landgemeinde Sellwethen eingegliedert |

## Kirche
Die fast ausnahmslos evangelische Bevölkerung Mettkeims war bis 1945 in das Kirchspiel Kaymen (1938–1946 Kaimen, russisch: Saretschje) eingepfarrt und gehörte zum Kirchenkreis Labiau (russisch: Polessk) in der Kirchenprovinz Ostpreußen der Kirche der Altpreußischen Union. Heute liegt Nowgorodskoje im Einzugsbereich der in den 1990er Jahren neu entstandenen evangelisch-lutherischen Gemeinde in Marschalskoje (Gallgarben). Sie ist eine Filialgemeinde der Auferstehungskirche in Kaliningrad (Königsberg) innerhalb der Propstei Kaliningrad der Evangelisch-lutherischen Kirche Europäisches Russland (ELKER).